# Jorge Vaz da Costa
Jorge Vaz da Costa (Fundão, Alpedrinha - ?) foi o 34.º Arcebispo de Braga de 1486 a 1501.
Dom Jorge nasceu na Vila beiroa de Alpedrinha, um dos 15 filhos e filhas de Martim Vaz, almocreve, e de sua mulher Catarina Gonçalves, forneira.
Irmão de D. Jorge da Costa e de D. Martinho da Costa.